# Савова, Стефка
Стефка Савова (род. 28 ноября 1958, Пазарджик) — болгарская шахматистка, международный мастер (1983) среди женщин.
Чемпионка Болгарии 1986 года.
В составе сборной Болгарии участница трёх Олимпиад (1984—1988). На 11-й Олимпиаде (1984) в Салониках команда заняла 2-е место.

## Изменения рейтинга
| Графики недоступны из-за технических проблем. См. информацию на Фабрикаторе и на mediawiki.org. |